# Luis Fajardo de la Cueva
Luis Yáñez Fajardo de la Cueva (Vélez-Blanco o Murcia, 1508 o h. 1509 – Vélez-Blanco, 4 de julio de 1574) fue un noble, político y militar español perteneciente a la Casa de Fajardo, titulado II marqués de los Vélez, grande de España, y I marqués de Molina (1535). Dentro de los cargos que ocupó, destacan los adelantamientos de los reinos de Murcia, Granada y Valencia.

## Biografía

Escudo de la familia Fajardo, a la que perteneció el personaje.

Nació en Murcia hacia el año 1509, siendo hijo de Pedro Fajardo y Chacón, I marqués de los Vélez, y de su segunda esposa, Mencía de la Cueva y Toledo, hija de los II duques de Alburquerque.
El rey Carlos I le concedió el 16 de agosto de 1535 el marquesado de Molina, elevando de esta manera el señorío familiar que los Fajardo ejercieron desde el siglo XIV en la villa de Molina de Segura, constituyendo una merced más por el trueque que su padre hizo al rey del señorío de la ciudad de Cartagena, que también les correspondía, título que los primogénitos de su casa utilizarían durante muchos años. Además, en sucesión a su padre fue II marqués de los Vélez, señor de Mula, Librilla, Alhama y Benitagla, y ejerció el adelantamiento mayor (siendo merino suyo el Capitán Pedro Garre de Cáceres y Martínez-Fortún) y capitanía general de los reinos de Murcia, Granada y Valencia. Fue además, alcaide de los alcázares de Murcia y Lorca, capitán general de la gente de armas del reino de Valencia en el socorro de Perpiñán, caballero y comendador de Monasterio, la Reina y Caravaca de la Cruz en la Orden de Santiago y condestable de las Indias.
Tuvo una fuerte enemistad con Fernando Álvarez de Toledo y Pimentel, conocido como el Gran Duque de Alba. Participó en campañas militares en Europa y el norte de África, como en la guerra contra Solimán el Magnífico en el Reino de Hungría (1531), en la Jornada de Túnez (1535), en la campaña de Provenza (1536) y en la Jornada de Argel (1541).
Contando con algo más de cincuenta años, aún comandó las fuerzas que acudieron en socorro de Cartagena cuando una expedición de corsarios otomanos al mando de Uluj Alí desembarcó en sus inmediaciones. El 4 de mayo de 1561, el marqués de los Vélez rechazó a las tropas enemigas en la batalla de Santa Mónica, forzándolas a reembarcar al constatar el fracaso de su ataque por sorpresa a la ciudad portuaria.
Participó también en la guerra de las Alpujarras (1568-1571) contra los moriscos, donde rivalizó con el marqués de Mondéjar liderando 2000 infantes y 300 caballos. Los moriscos le bautizaron como «diablo cabeza de hierro» según Luis del Mármol Carvajal, y en palabras de Francisco Cascales «era terrible, por ser de su naturaleza belicoso, membrudo, corpulento y de rostro feroz, que mirado ponía terror, y ayudaba a esto ser costumbre suya salir armado de todas piezas en forma y figura del mismo Marte».

## Matrimonio y descendencia
Contrajo matrimonio en 1526 con Leonor Fernández de Córdoba y Zúñiga, hija de Diego Fernández de Córdoba, III conde de Cabra, y de su esposa Francisca de Zúñiga y de la Cerda, de quienes nacieron:
1. Pedro Fajardo y Córdoba (? - Murcia, 12 de febrero de 1579), III marqués de los Vélez, II marqués de Molina, adelantado mayor de Murcia, comendador mayor de León, y de Caravaca, de los Consejos de Estado y Guerra de Felipe II de España y mayordomo mayor de la reina Ana de Austria,[10] casado en primeras nupcias con Leonor Girón y de la Cueva, de la Casa de Ureña, y en segundas con María o Mencía de Zúñiga y Requesens, señora de las baronías de Castelví de Rosanes, Martorell, San Andrés de la Barca y Molins de Rey,[11][12] con sucesión de ambos matrimonios.
2. Diego Fajardo y Córdoba, y después de su matrimonio conocido como Fajardo de Guevara, que participó acompañando a su padre en la Guerra de las Alpujarras, cuando la sublevación de los moriscos, fue caballero de la Orden de Santiago y de la Orden de Calatrava y señor consorte de los señoríos de su esposa,[13] y casó con Juana de Guevara Rocafull Velasco y Otazu, señora de la villa, hacienda y mayorazgo de la Vega de Morata, de la villa de Ceutí y del castillo, villa, casa y mayorazgo de Monteagudo, hija de Juan de Guevara y Otazu y de su esposa Jerónima de Velasco, señores de dichas villas; su hija: 
  1. Leonor María Fajardo de la Cueva, señora de la villa, hacienda y mayorazgo de la Vega de Morata, de la villa de Ceutí y del castillo, villa, casa y mayorazgo de Monteagudo, casó con su primo hermano Juan Fajardo de Tenza, I vizconde de Monteagudo y luego I marqués de Espinardo, señor de las villas de Ontur, Albatana, Espinardo y Mojón Blanco.
3. Mencía Fajardo y Córdoba.[13]
4. Francisco/Francisca Fajardo y Córdoba.[13]
5. Luis Fajardo y Córdoba, oidor de la Real Audiencia de los Grados de Sevilla, soltero y sin sucesión.

Fuera de su matrimonio tuvo un hijo con Ana Ruiz de Avendaño y Alarcón o Muñoz de Avendaño:
1. Luis Fajardo y Chacón, que tras su matrimonio fue conocido por los apellidos Fajardo Chacón de Córdoba (? - Espinardo, 1615), comendador del Moral en la Orden de Calatrava, capitán general de la Armada del Mar Océano y capitán general en la conquista de La Mamora, casado con Luisa de Tenza y Cascales Pacheco, señora de las villas de Ontur, Albatana, Espinardo y Mojón Blanco, e hija de Alfonso o Alonso de Tenza Pacheco, señor de las referidas villas, y de su esposa Aldonza de Cascales y Soto, hija de Alonso de Cascales y de su esposa Teresa de Avilés, con descendencia.